# Richard Chamberlain
Richard Chamberlain (Beverly Hills (Californië), 31 maart 1934 – Waimanalo (Hawaï), 29 maart 2025) was een Amerikaans acteur.
Chamberlain begon al op zeer jonge leeftijd met acteren. Enkele van zijn bekendste rollen waren in de zeer populaire miniseries Shogun (1980) als stuurman John Blackthorne en The Thorn Birds (1983, Nederlands: De Doornvogels) als priester Ralph de Bricassart. Voor het grote publiek werd hij al bekend in de titelrol van de televisieversie van Dr. Kildare (1961-1966) en groeide hij uit tot een tieneridool. Voor deze drie series won hij telkens een Golden Globe. Chamberlain speelde ook mee in theaterstukken zoals Hamlet.
Het was lange tijd een publiek geheim dat Chamberlain homoseksueel was, maar in 2003 kwam hij daar openlijk voor uit in zijn biografie Shattered Love: A Memoir. Daarin beschreef hij onder meer dat het voor zijn acteercarrière noodzakelijk was om zijn geaardheid te verbergen.
Chamberlain overleed op 29 maart 2025 op 90-jarige leeftijd aan complicaties na een beroerte in zijn woonplaats Waimanalo op Hawaï.

## Filmografie

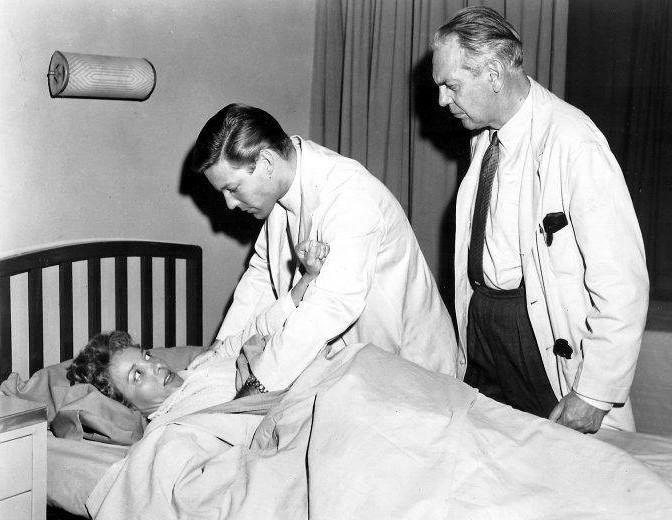
Chamberlain (midden) als dokter Kildare (1961)

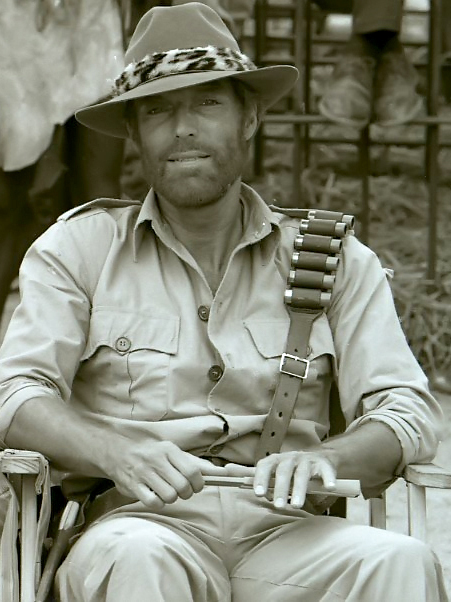
Chamberlain als Allan Quatermain op de set van King Solomon's Mines (1985)

- Alfred Hitchcock Presents televisieserie - Clay Pine (afl., Road Hog, 1959)
- Mr. Lucky televisieserie - Alec (afl., Operation Fortuna, 1960)
- Gunsmoke televisieserie - Pete (afl., The Bobsy Twins, 1960)
- Thriller televisieserie - Larry Carter (afl., The Watcher, 1960)
- The Secret of the Purple Reef (1960) - Dean Christopher
- The Deputy televisieserie - Jerry Kirk (afl., The Edge of Doubt, 1961)
- Whispering Smith televisieserie - Chris Harrington (afl., Stain of Justice, 1961)
- A Thunder of Drums (1961) - Lt. Porter
- Dr. Kildare televisieserie - Dr. James Kildare (1961-1966)
- The Eleventh Hour televisieserie - Dr. James Kildare (afl., Four Feet in the Morning, 1963)
- Twilight of Honor (1963) - David Mitchell
- Joy in the Morning (1965) - Carl Brown
- The Portrait of a Lady (televisiefilm, 1968) - Ralph Touchett
- Petulia (1968) - David Danner
- The Madwoman of Chaillot (1969) - Roderick
- Julius Caesar (1970) - Octavius Caesar
- Hallmark Hall of Fame televisieserie - Hamlet (afl., Hamlet, 1970)
- The Music Lovers (1970) - Tchaikovsky
- Lady Caroline Lamb (1972) - Lord Byron
- The Woman I Love (televisiefilm, 1972) - koning Edward VII
- The Three Musketeers (1973) - Aramis
- F. Scott Fitzgerald and 'The Last of the Belles' (televisiefilm, 1974) - F. Scott Fitzgerald
- The Lady's Not for Burning (televisiefilm, 1974) - Thomas Mendip
- The Towering Inferno (1974) - Roger Simmons
- The Four Musketeers (1974) - Aramis
- The Christmas Messenger (televisiefilm, 1975) - kerstmis-boodschapper
- The Count of Monte Cristo (televisiefilm, 1975) - Edmond Dantes
- The Slipper and the Rose: The Story of Cinderella (1976) - De prins
- The Man in the Iron Mask (televisiefilm, 1977) - koning Lodewijk XIV/Philippe
- The Last Wave (1977) - David Burton
- The Swarm (1978) - Dr. Hubbard
- Centennial (miniserie, 1978) - Alexander McKeag
- The Good Doctor (televisiefilm, 1978) - Anton Chekhov/Verschillende rollen
- Shogun (miniserie, 1980) - stuurman-majoor John Blackthorne/Anjin-san
- Murder by Phone (1982) - Nat Bridger
- The Thorn Birds (miniserie, 1983) - Ralph de Bricassart
- Cook & Peary: The Race to the Pole (televisiefilm, 1983) - Frederick Cook
- The Miracle (televisiefilm, 1985) - rol onbekend
- Wallenberg: A Hero's Story (televisiefilm, 1985) - Raoul Wallenberg
- King Solomon's Mines (1985) - Allan Quatermain
- Dream West (miniserie, 1986) - John Charles Fremont
- River Song: A Natural History of the Colorado River in Grand Canyon (video, 1987) - Verteller
- Casanova (televisiefilm, 1987) - Giacomo Casanova
- Allan Quatermain and the Lost City of Gold (1987) - Allan Quatermain
- Faerie Tale Theatre (televisieserie - afl. The Little Mermaid, 1987) - rol onbekend (stem)
- The Bourne Identity (televisiefilm, 1988) - Jason Bourne
- The Return of the Musketeers (1989) - Aramis
- Island Son televisieserie - Dr. Daniel Kulani (afl. onbekend, 1989-1990)
- Aftermath: A Test of Love (televisiefilm, 1991) - Ross Colburn
- Night of the Hunter (televisiefilm, 1991) - Harry Powell
- Ordeal in the Arctic (televisiefilm, 1993) - kapitein John Couch
- Bird of Prey (1995) - Jonathan Griffith
- The Thorn Birds: The Missing Years (televisiefilm, 1996) - Ralph de Bricassart
- A River Made to Drown In (1997) - Thaddeus MacKenzie
- The Lost Daughter (televisiefilm, 1997) - Andrew McCracken
- All the Winters That Have Been (televisiefilm, 1997) - Dane Corvin
- The Pavilion (1999) - Huddlestone
- Too Rich: The Secret Life of Doris Duke (televisiefilm, 1999) - Bernard Lafferty
- Touched by an Angel televisieserie - Everett/Jack Clay (afl., The Face on the Bar Room Floor, 2000)
- The Drew Carey Show televisieserie - Maggie Wick (afl., The Curse of the Mummy, 2002|Look Mom, One Hand!, 2002)
- Japan: Memoirs of a Secret Empire televisieserie - Verteller (afl., The Way of the Samurai, 2004|The Will of the Shogun, 2004|The Return of the Barbarian, 2004)
- Will & Grace televisieserie - Clyde (afl., Steams Like Old Times, 2005)
- Hustle televisieserie - James Whittaker Wright III (episode 3.3, 2006)
- Blackbeard (televisiefilm, 2006) - gouverneur Charles Eden
- Scoundrels, Scallywags, and Scurvy Knaves (video, 2006) - rol onbekend
- Nip/Tuck televisieserie - Arthur (afl., Blu Mondae, 2006)
- Strength and Honour (2006) - Denis O'Leary
- I Now Pronounce You Chuck and Larry (2007) - Councilman Banks
- Desperate Housewives (televisieserie, 2007) - Glen
- Leverage (televisieserie, 2010) - Archie Leach
- Chuck (televisieserie, 2010) - Adelbert de Smet, aka the Belgian
- Brothers & Sisters -  (televisieserie, 2011) - Jonathan